# Stellitethya murrayi
Stellitethya murrayi är en svampdjursart som beskrevs av Sarà och Bavestrello 1996. Stellitethya murrayi ingår i släktet Stellitethya och familjen Tethyidae.
Artens utbredningsområde är havet utanför Oman. Inga underarter finns listade i Catalogue of Life.